# Stejnokřídlice
Stejnokřídlice, někdy též zvané motýlice, (Zygoptera) jsou podřád hmyzího řádu vážek (Odonata). Na celém světě jich existuje asi 2753 druhů. V Česku se vyskytuje 25 druhů stejnokřídlic, z nichž je šest kriticky ohrožených a jedna vymizelá (šidélko přilbovité).

## Popis
Mají dva skoro stejné páry předních a zadních křídel, na rozdíl od podřádu různokřídlice (Anisoptera), které mají oba páry křídel více odlišné. Oči mají daleko od sebe. Jsou štíhlé, s protáhlým zadečkem.
Nymfy (larvy) stejnokřídlic mají na konci zadečku tři protáhlé výrůstky sloužící k plavání. Nymfám mohou dorůstat ztracené končetiny (regenerace), i když už nebývají tak dokonalé jako původní.

## Biologie
Létají poměrně pomalu, často usedají na vegetaci. Stejnokřídlice se vyvíjejí proměnou nedokonalou. Pohlavní orgány mají umístěny na konci zadečku. Sameček má ještě mezi druhým a třetím článkem umístěn kopulační orgán, na který před kopulací přenáší spermie z pohlavního orgánu. 

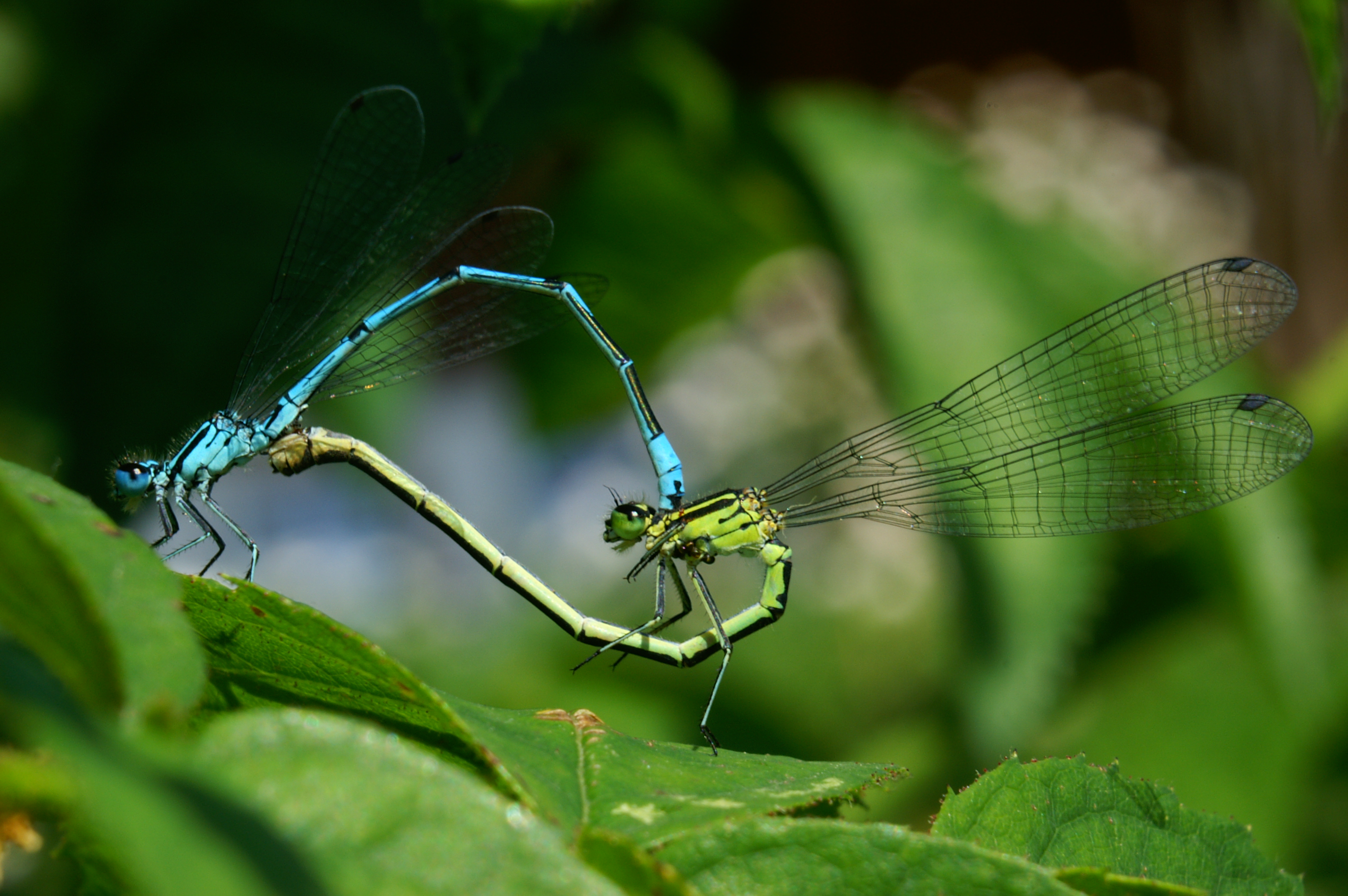
Motýlice při páření; modře zbarvený je sameček, samička je žluto-zelená

Vajíčka kladou obvykle zadečkem ponořeným několik centimetrů do vody. Některé druhy kladou vajíčka do větví u břehu nebo do rostlin. Při kladení vajíček samec často přidržuje samičku za hlavou, a to klíšťkami, které má na konci zadečku, a létají v tandemu.
Z vajíčka se nejprve vylíhne prelarva (pronymfa) bez funkčních nohou. Po několika sekundách, někdy až hodinách se promění v larvu prvního instaru. Larva žije ve vodě. Živí se dravě, většinou larvami drobného hmyzu. K lovení kořisti má tzv. masku kterou dokáže vymrštit, uchopit do ní kořist a přitáhnout k ústům. Larvy se svlékají 7–15×.
Když larva doroste, vylézá na souš, převážně se přichytává na vegetaci a líhne se z ní dospělec. Živí se létajícím hmyzem. Po několika dnech, někdy i měsíci je připravena k páření.

## Čeledi[2]
- Amphipterygidae – motýlicovití
- Calopterygidae – motýlicovití
- Chlorocyphidae
- Coenagrionidae – šidélkovití
- Dicteriadidae
- Diphlebiidae
- Euphaeidae
- Hemiphlebiidae
- Isostictidae
- Lestidae – šídlatkovití
- Lestoideidae
- Megapodagrionidae
- Perilestidae
- Platycnemididae – šidélkovití
- Platystictidae
- Polythoridae
- Protoneuridae
- pseudolestidae
- Pseudostigmatidae
- Synlestidae